# Āghlīān
Āghlīān (persiska: آغلیان) är en ort i Iran.   Den ligger i provinsen Västazarbaijan, i den nordvästra delen av landet, 500 km väster om huvudstaden Teheran. Āghlīān ligger 1 309 meter över havet och antalet invånare är 186.
Terrängen runt Āghlīān är platt åt nordost, men åt sydväst är den kuperad.Runt Āghlīān är det ganska tätbefolkat, med 155 invånare per kvadratkilometer. Närmaste större samhälle är Mīāndoāb, 18,9 km norr om Āghlīān. Trakten runt Āghlīān består till största delen av jordbruksmark.